# Floricienta: Princesa de la Terraza Tour
Floricienta en el Teatro 2005 o Floricienta: Princesa de la terraza Tour fue la segunda gira de conciertos a nivel internacional de la telenovela juvenil e infantil de Canal 13, Floricienta. El elenco recorrió algunos países de América Latina e Israel en 2005.

## Elenco
- Florencia Bertotti como Florencia
- Juan Gil Navarro como Federico
- Fabio Di Tomasso como Máximo
- Benjamín Rojas como Franco
- Isabel Macedo como Delfina
- Diego Child como Facha
- Nicolás Maiques como Nico
- Brenda Gandini como Olivia

## Recorrido y recepción

### Antecedentes
El 7 de abril de 2005 tuvo lugar la presentación oficial de la banda sonora de la segunda temporada de Floricienta en el Palacio Alsina de Buenos Aires, donde se interpretaron por primera vez las canciones que formarían parte del álbum homónimo.Luego del fenómeno televisivo causado en Argentina en términos de audiencia tras el estreno de la segunda temporada y del éxito comercial del material discográfico en los respectivos países en los que fue lanzado,el 16 de abril de 2005 se anunció la segunda gira de conciertos de la serie y la primera a nivel internacional.
Floricienta en el Teatro 2005 (posteriormente renombrado Floricienta: Princesa de la Terraza Tour) se estrenó el 21 de abril de 2005 en el estadio Nokia Arena en Tel Aviv en Israel.Luego del éxito causado en Medio Oriente tras el estreno de la gira, el elenco realizó 20 funciones y se presentó finalmente ante más de 80.000 espectadores, siendo catalogada por la crítica israelí como un auténtico fenómeno.
En julio de ese año, la gira se reanudó en un nuevo musical presentado en el Teatro Gran Rex de Buenos Aires,el cual también fue un éxito enorme. Al igual que en 2004, el espectáculo gozó de un éxito masivo en ventas de entradas, con más de 55 funciones realizadas y una audiencia de más de 165.000 espectadores.Dada la gran demanda, la gira continuó en agosto de ese mismo año en distintos puntos del país, dónde se realizaron funciones en el Estadio Luna Park en Buenos Aires y el Orfeo Superdomo en Córdoba.
Los óptimos resultados en términos de audiencia que Floricienta continuaba cosechando en América Latina a través de Disney Channel llevó a la producción a reanudar la gira a nivel internacional. El musical también se presentó en distintas partes de la región latinoamericana, Uruguay, Bolivia y Perú (y posiblemente en Brasil, Colombia y Ecuador).
Finalmente, tras el desenlace de la serie en diciembre de 2005, todo el elenco del ciclo (con la excepción de Fabio Di Tomaso quién se ausentó después de desacuerdos con Cris Morena y RGB Entertainment)se despidió en un nuevo y último espectáculo realizado en el Estadio Vélez Sarsfield.
Con casi 300.000 entradas vendidas, el musical rompió récords de audiencia en Buenos Aires. Sin embargo, no batió el récord de asistencia al Teatro Gran Rex, que aún pertenece a las 6 temporadas teatrales de Chiquititas entre 1996 y 2001.

## Presentaciones
| Fecha                                               | Ciudad                  | País      | Lugar                    |
| --------------------------------------------------- | ----------------------- | --------- | ------------------------ |
| Asia                                                |                         |           |                          |
| 21 de abril de 2005 - 30 de abril de 2005           | Tel Aviv                | Israel    | Nokia Arena              |
| América Latina                                      |                         |           |                          |
| 11 de junio de 2005 - 7 de agosto de 2005           | Buenos Aires            | Argentina | Teatro Gran Rex          |
| 27 de agosto de 2005                                | Córdoba                 | Argentina | Estadio Orfeo de Córdoba |
| 10 de septiembre de 2005 - 11 de septiembre de 2005 | Buenos Aires            | Argentina | Estadio Luna Park        |
| 24 de septiembre de 2005 - 25 de septiembre de 2005 | Montevideo              | Uruguay   | Cilindro Municipal       |
| 8 de octubre de 2005                                | Santa Cruz de la Sierra | Bolivia   | Estadio Tahuichi         |
| 22 de octubre de 2005                               | Lima                    | Perú      | Estadio Monumental       |
| 17 de diciembre de 2005                             | Buenos Aires            | Argentina | Estadio José Amalfitani  |